# Extragalaktische Astronomie
Die extragalaktische Astronomie („außergalaktisch“) als Teilgebiet der Astronomie beschäftigt sich mit Himmelsobjekten, die sich außerhalb der Milchstraße befinden. Der Begriff wird auch für die von ihnen einfallende Strahlung und für zugehörige Methoden verwandt.
Zu Beginn des 20. Jahrhunderts – wie zum Beispiel in der Shapley-Curtis-Debatte – war unsicher, ob es überhaupt beobachtbare Objekte außerhalb der Milchstraße gibt. Erst in den 1920er-Jahren wurde, hauptsächlich durch die Entdeckung von Cepheiden in 'Spiralnebeln' (Galaxien) durch Edwin Hubble, klar, dass Galaxien weit entfernte Objekte ähnlich der Milchstraße sind. Bis zum Zweiten Weltkrieg war die Untersuchung von Galaxien auf das sichtbare Licht beschränkt. Der technische Fortschritt ermöglichte dann die Beobachtung extragalaktischer Objekte über zunehmend weitere Bereiche des elektromagnetischen Spektrums, beginnend im Radiobereich und später auch in Röntgenstrahlung, Gammastrahlung und im Ultraviolett- und Infrarotbereich. Durch diese Aufweitung des Beobachtungsbereichs und die Empfindlichkeitssteigerung moderner Teleskope und Instrumente traten neben den Sternen und Gasnebeln der Galaxien zunehmend neue Phänomene wie aktive galaktische Kerne, Gas und Staub im interstellaren Medium der Galaxien und schließlich die kosmische Hintergrundstrahlung ins Interesse der Astronomen. Ab 2023 soll das am 1. Juli 2023 gestartete Weltraumteleskop Euclid weitere Erkenntnisse bringen. 

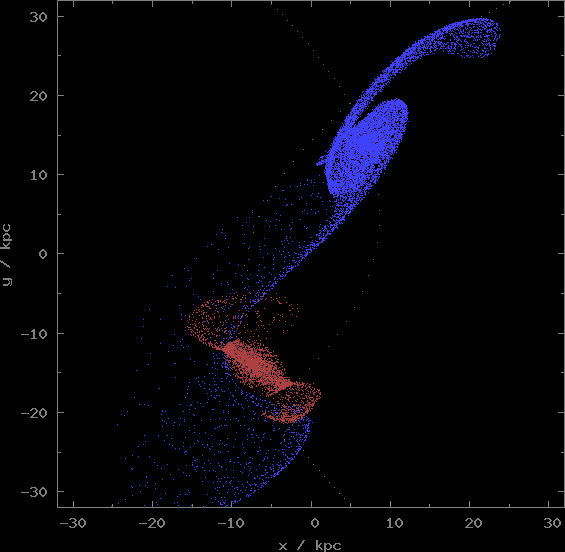
Simulation: Begegnung und Wechselwirkung von Galaxien

Die übliche extragalaktische Maßeinheit für Entfernungen ist das Megaparsec, abgekürzt Mpc, das einer Entfernung von 1 Million Parsec oder 3,262 Millionen Lichtjahren entspricht. Die nächsten Galaxien, die Magellanschen Wolken, liegen in einer Entfernung von etwa 0,05 Mpc, die entferntesten bisher beobachteten Galaxien sind Tausende Mpc entfernt.
Die in der Allgemeinheit bekanntesten extragalaktischen Objekte sind der Andromedanebel und einige andere nahe Galaxien sowie die Quasare. Eine Systematik der extragalaktischen Objekte umfasst aber mehr:

## Extragalaktische Objekte
- Galaxien verschiedenen Typs, z. B. elliptische und Spiralgalaxien, und ihre Bestandteile wie Sterne, Gas und Staub. In den nächsten Galaxien können auch einzelne Sterne räumlich getrennt und damit individuell untersucht werden.
- Aktive Galaxien, in denen Materie auf ein Schwarzes Loch einströmt, wie Quasare und Radiogalaxien und die damit verbundenen Phänomene wie Radiojets.
- Galaxiengruppen und Galaxienhaufen wie z. B. Coma- und Virgohaufen und die großräumige Verteilung der Galaxien im von Dunkler Materie und Dunkler Energie erfüllten Universum.
- Intergalaktisches Medium ist heißes ionisiertes Wasserstoff-Gas und Wasserstoff-Plasma im intergalaktischen Raum zwischen den Galaxien in Galaxienhaufen.
- Helle Einzelobjekte wie Supernovae und Gammablitze.
- Die kosmische Hintergrundstrahlung aus der Zeit kurz nach dem Urknall.
- Intergalaktische Sterne, das sind Sterne, die nach heutiger Auffassung in Galaxien entstanden, diese aber infolge verschiedener, diskutierter Prozesse verlassen konnten (vgl. Hyperschnellläufer)